# Новое литературное обозрение (журнал)
«Но́вое литерату́рное обозре́ние» — российский научный журнал, посвящённый теории и истории литературы, критике и библиографии, а также хронике литературных событий.

## О журнале
Журнал печатается с 1992 года. В настоящее время является одним из самых профессиональных и авторитетных журналов России в области современной литературы, критики и литературоведения. Объём — около 500 страниц. Периодичность — 6 номеров в год. Главный редактор — кандидат филологических наук Ирина Прохорова. В состав редакции также входят А. В. Скидан и канд. пед. наук А. И. Рейтблат. В журнале работают отделы «Теория» и «История».
Как редактору журнала «Новое литературное обозрение» Ирине Прохоровой присуждена Государственная премия Российской Федерации за просветительскую деятельность в области литературы и искусства.
На протяжении многих лет «Новое литературное обозрение» входит в список изданий, рекомендованных ВАК при Минобрнауки России, публикация в которых засчитывается соискателям учёных степеней доктора и кандидата наук.
Как отмечает С. Л. Козлов: «Авторы и читатели „НЛО“ — это главным образом люди филологической формации, в значительном числе специалисты по русской литературе XVIII—XX веков».
Проф. Юрий Зарецкий в 2013 году отмечал: «За сравнительно короткое время журналу удалось добиться поразительных результатов и стать не только признанным национальным, но и международным брендом качества (могу сравнить его сегодняшнее значение только со значением ежегодника „Одиссей“ в начале 1990-х)».

## Концепция журнала
С самого начала журнал поставил целью создать новую критику для новой литературы. Новая литература противопоставлялась как традиционной литературе (по образцу противопоставления современного искусства прежнему репрезентативному искусству), так и советской литературе, а также реалистическому направлению в эмигрантской литературе: к ней относились большинство явлений Самиздата, Тамиздата и экспериментальной словесности. Также в журнале предлагались новые прочтения классических произведений, с использованием экспериментальных методов. При этом журнал стремился не выходить за рамки литературоведения и истории литературы, обогащая методы литературоведения, а не опровергая их, поэтому, например, строго психоаналитическое прочтение русской классики было в журнале нежелательно.
Среди тех методов, которые разрабатывались в журнале, следует отметить интеллектуальную историю, социальную историю литературы, дискурсивный анализ, герменевтику, постструктуралистскую критику (французскую теорию), институциональную историю литературы, новое прочтение наследия русского формализма и структурализма. Также применялись отдельные элементы рецептивной эстетики в соединении с социологией литературы, такие как история чтения. При этом другие направления работы, такие как генетическая критика, текстология, теория жанров, чаще представлялись в других филологических журналах.
В юбилейном 100 номере, вышедшем в конце 2009 года, главный редактор И. Д. Прохорова объявила о необходимости Антропологического поворота, под которым понимались в этом и последующих номерах 1) осмысление русской литературы как части мирового социокультурного процесса, с привлечением ресурсов постколониальной, гендерной и социальной критики, а также теории множественных модерностей, когда в русском и советском опыте находится больше типичного, чем уникального, 2) более широкое применение критической теории, что требует рассмотрения мировой литературы прежде всего как части культуры внутри имманентных культурных процессов, 3) внедрение новых направлений исследований, таких как история эмоций, история повседневности, перформативная теория, исследования травмы и другие, которые и позволяют интерпретировать литературные произведения как часть большого культурного производства, 4) расширение понимания литературы, со включением в нее научных, философских произведений и документов, 5) новое прочтение советской литературы как проекта создания нового человека и одновременно отражения травматического опыта и опыта цензурных умолчаний. Впоследствии на страницах журнала шли дискуссии о том, насколько эта программа последовательно реализуется. На практике Антропологический поворот был скорее поворотом к cultural studies, к критическому исследованию многочисленных культурных контекстов создания и восприятия литературы.

## Редколлегия
В состав редакционной коллегии входят: к.фил.н. К. М. Азадовский, Ph.D. Х. Баран (США), д.фил.н. Т. Д. Венедиктова, д.и.н. Е. А. Вишленкова, Ph.D. Т. Гланц (Чехия), Ph.D. Х.-У. Гумбрехт (США), к.фил.н. А. К. Жолковский (США), д.фил.н. А. Л. Зорин, д.и.н. Б. И. Колоницкий, акад. А. В. Лавров, Ph.D. Дж. Малмстад (США), А. Л. Осповат, Ph.D. П. Песонен (Финляндия), к.фил.н. О. А. Проскурин, к.фил.н. Р. Д. Тименчик (Израиль), член-корр. РАН П. Ю. Уваров, к.психол.н., Ph.D. А. М. Эткинд (Великобритания), д.иск. М. Б. Ямпольский (США).